# آتلاسور
آتلاسور (نام علمی: Atlasaurus imelakei) نام یک گونه از راسته خزنده‌کفلان است.